# Indonesia ai Giochi della XX Olimpiade
L'Indonesia partecipò ai Giochi della XX Olimpiade che si sono svolti a Monaco di Baviera dal 26 agosto all'11 settembre 1972, con una delegazione di sei atleti iscritti in cinque diverse discipline per un totale di sette competizioni. Portabandiera fu il pugile Wiem Gommies.
Fu la quinta partecipazione di questo paese ai Giochi. Non fu conquistata nessuna medaglia.